# Fronte di Stresa
Il fronte di Stresa fu un'espressione usata per definire l'intesa, in funzione antitedesca, siglata tra il ministro degli esteri francese Pierre Laval, il primo ministro britannico Ramsay MacDonald ed il capo del governo italiano Benito Mussolini, a seguito dell'incontro fra i tre nell'omonima località piemontese sul lago Maggiore, fra l'11 e il 14 aprile 1935, presso il Palazzo Borromeo. 
Quello che doveva essere un incontro volto a sanzionare la Germania per la violazione reiterata del Trattato di Versailles, si risolse solamente in una serie di dichiarazioni, volte a riaffermare i principi degli Accordi di Locarno e l'indipendenza dell'Austria, la quale "avrebbe dovuto continuare ad ispirare la loro politica comune". Le tre parti, inoltre, si dichiararono pronte a reagire ad ogni futuro tentativo da parte della Germania di modificare o violare il Trattato di Versailles.

## Storia

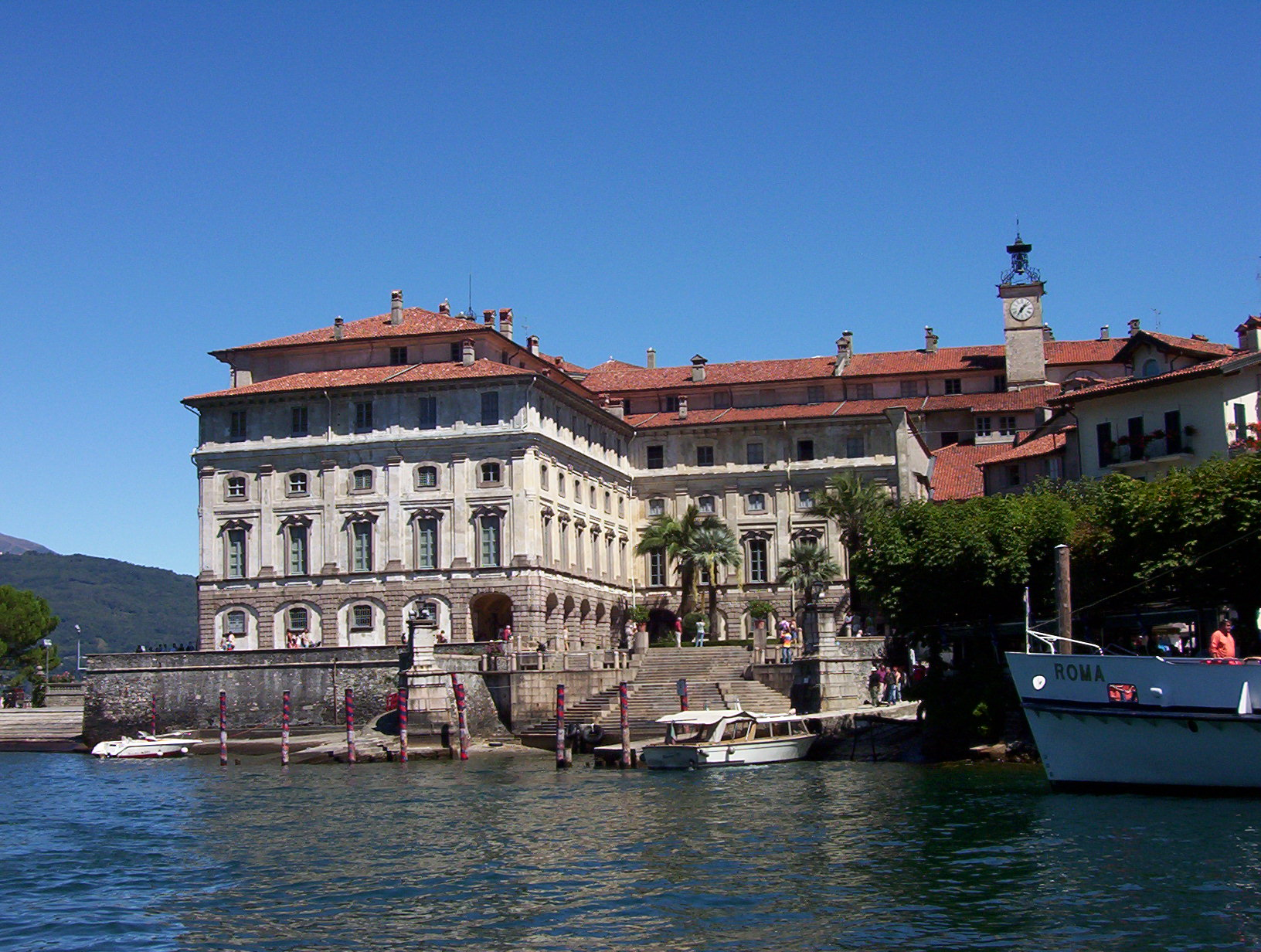
Il Palazzo Borromeo sull'Isola Bella, dove si tenne la conferenza di Stresa.

### Antefatti
Nei mesi precedenti l'incontro, Adolf Hitler, cancelliere della Germania dal 1933, aveva dichiarato l'intenzione di ricostruire una forza aerea, di incrementare le dimensioni del suo esercito a 36 divisioni (500.000 uomini) e di reintrodurre la coscrizione obbligatoria (16 marzo 1935). Tutto ciò era in aperta violazione al Trattato di Versailles, il quale proibiva alla Germania la creazione di un'aviazione militare e la coscrizione obbligatoria, limitando l'esercito a soli 100.000 uomini. 
Se tuttavia la Francia era intimorita da questa svolta tedesca, il Regno Unito non si dimostrava molto preoccupato, anzi, iniziò a cercare un accordo con i tedeschi. L'Italia fascista, invece, già nel marzo 1933 aveva proposto la nascita di un patto tra le quattro potenze europee, ovvero Francia, Regno Unito, Italia e Germania, con la volontà non dichiarata di controllare il revisionismo tedesco. Il Patto a quattro venne firmato il 15 luglio 1933, ma il documento, modificato, aveva perso ormai ogni consistenza politica. Di fatto l'Italia, ma soprattutto le alleate Francia e Regno Unito, muovevano ognuna nella propria direzione: i francesi ancora, come dalla fine della Grande Guerra, nel mantenimento di un ordine europeo funzionale alla loro sicurezza; gli italiani puntavano verso l'impresa etiope; gli inglesi diffidavano di tutti, anche di Hitler, ma erano consci dei pericoli della Germania e proprio per questo prestavano con essa molta cautela.
Hitler si era reso conto della debolezza dei suoi antagonisti europei e, dopo essere venuto a conoscenza dei progetti di riarmo aereo inglesi, decise di violare l'art. 173 del Trattato di Versailles, annunciando il ritorno della coscrizione obbligatoria.

### La Conferenza di Stresa
La violazione dell'art. 173 del Trattato di Versailles era un fatto troppo clamoroso, il quale avrebbe potuto ricompattare l'unità delle tre potenze europee, vincitrici sulla Germania. Un'intesa contro le velleità tedesche, però, avrebbe dovuto presupporre un accordo sugli interessi divergenti delle tre potenze.
La conferenza si tenne tra l'11 e il 14 aprile 1935, a Stresa, località piemontese sul lago Maggiore, convocata per dare sostanza a questa ipotesi e concluso con una semplice dichiarazione comune di intenti, nella quale il ministro degli esteri francese Laval, il primo ministro britannico MacDonald ed il capo del governo italiano Mussolini affermavano di:
- seguire una linea comune nella futura richiesta della Francia alla Società delle Nazioni;
- proseguire i negoziati verso uno sviluppo della sicurezza dell'Europa orientale;
- impegnarsi a mantenere intatta l'indipendenza dell'Austria;
- concertarsi per la preparazione di un patto con la Germania sulla limitazione dell'aviazione militare;
- impegnarsi per promuovere una limitazione degli armamenti sia dei loro Stati sia della Germania;
- aver preso in considerazione la volontà degli Stati sottoposti ai trattati di Saint-Germain-en-Laye, del Trianon e di Neuilly (ovvero Austria, Ungheria e Bulgaria) di rivedere le clausole riguardo al potenziale militare.

Inoltre Regno Unito e Italia ribadiscono il loro status di garanti, sancito dal Patto di Locarno.
Tuttavia, il fronte di Stresa può essere considerato un fallimento a causa della vaghezza dei suoi obiettivi e dell'incapacità degli stati partecipanti di sostenerli. Per di più, durante la conferenza, non fu mai fatto un effettivo riferimento alla Germania, a causa dell'ambigua politica estera adottata dalla Gran Bretagna. La linea più dura era sostenuta da Mussolini, mentre l'Inghilterra preferì tenere un atteggiamento morbido verso Hitler, non ritenendo del tutto infondate le pretese "revisionistiche" del dittatore nazista e per non danneggiare le trattative anglo-tedesche contemporaneamente in corso. Questi tentennamenti, il doppiogiochismo inglese e la mancata volontà nel voler stabilire una linea precisa di condotta nei confronti dello Stato nazista contribuirono al sostanziale fallimento del fronte di Stresa.

### Conseguenze
Francia e Gran Bretagna si chiedevano quale sarebbe stata la prossima mossa di Hitler, a causa della particolare strategia di politica estera adottata dal dittatore fino a quel momento. Hitler, dal canto suo, era incerto su quale sarebbe stata la reazione inglese alle sue pretese: alla fine però l'Inghilterra non comprese il vantaggio che ancora deteneva nei confronti della Germania, vantaggio che andò praticamente perso con la firma dell'accordo navale anglo-tedesco.
Un altro motivo del fallimento del fronte di Stresa fu che né Francia, né Gran Bretagna, né Italia erano intenzionate ad invadere la Germania, l'unico vero sistema per fermare il riarmo tedesco. L'esclusione di un intervento armato fu caldeggiata soprattutto dal governo inglese, convinto che l'opinione pubblica in patria fosse prevalentemente contraria ad un conflitto. Appena due mesi dopo (18 giugno 1935) il dittatore tedesco ottenne un successo diplomatico firmando con la Gran Bretagna l'accordo navale anglo-tedesco che consentiva alla Germania di possedere una flotta da guerra, purché questa non avesse superato il 35% di quella britannica, e di costruire sottomarini. Il governo inglese non si preoccupò d'informare Francia e Italia di tale accordo e il "fronte" comune nato a Stresa ne uscì gravemente indebolito. Di lì a poco sarebbe totalmente crollato con l'invasione italiana dell'Etiopia (ottobre 1935) e l'imposizione di sanzioni economiche all'Italia fascista.
Infatti, la concessione della Gran Bretagna alla Germania di un riarmo della flotta spostò tatticamente le flotte anglo-francesi fuori dal Mediterraneo, verso le acque del nord, e fornì a Mussolini l'opportunità di conseguire ciò che pianificava dal 1932: l'espansione dell'Italia in Africa. Il ministro degli Esteri francese Laval confermò "mano libera" all'Italia. Mussolini era fiducioso che Gran Bretagna e Francia non si sarebbero opposte, pur avendo spostato nuovamente unità navali nel Mediterraneo. Così fu, il British Cabinet stabilì che una guerra con l'Italia "sarebbe (stata) una grave calamità", specie per evitare perdite navali e poter mantenere l'equilibrio nel Mare del Nord (e in Asia). La Francia nemmeno volle impegnarsi contro l'Italia, per non spingerla verso patti con Hitler. Laval e altri ufficiali a Parigi speravano di ricostituire il fronte di Stresa. Furono però imposte sanzioni all'Italia, pur alleggerite. Mussolini si infuriò, convinto che con l'accordo Italo-francese e il patto di Stresa, Gran Bretagna e Francia avrebbero tacitamente accettato l'annessione dell'Etiopia da parte dell'Italia.
Inizialmente il dittatore fascista si era astenuto dall'intraprendere un'azione militare proprio per non irritare i suoi alleati, essendo l'Etiopia confinante con la Somalia francese e britannica. Tuttavia, Mussolini percepì la firma del trattato navale anglo-tedesco come una sorta di tradimento da parte del governo di Londra e dissipò i suoi ultimi scrupoli, sancendo la definitiva disintegrazione del fronte di Stresa.

## Nella finzione
- La Paix paresseuse, romanzo, Julien Donadille, Monaco : Editions du Rocher, 2024